# Modulation d'amplitude en quadrature
Pour les articles homonymes, voir Qam.
La modulation d'amplitude en quadrature (en anglais, quadrature amplitude modulation : QAM) est une forme de modulation d'une porteuse par modification de l'amplitude de la porteuse elle-même et d'une onde en quadrature (une onde déphasée de 90° avec la porteuse) selon l'information transportée par deux signaux d'entrée. 

Diagramme de constellation QAM à 16 états

Autrement dit, cela peut être considéré (utilisant une notation en nombre complexe) comme une simple modulation d'amplitude d'une onde, exprimée en complexe, par un signal, exprimé en complexe.
Cela signifie que l'amplitude et la phase de la porteuse sont simultanément modifiées en fonction de l'information à transmettre.
La modulation de phase peut également être considérée comme un cas particulier de la modulation d'amplitude en quadrature, où seule la phase varie. Cette remarque peut également être étendue à la modulation de fréquence car cette dernière peut être vue comme un cas particulier de la modulation de phase.

## Utilisations
QAM est utilisée dans les systèmes de télévision PAL et NTSC, où les signaux en phase (signal I pour in phase) et à 90° (signal Q pour quadrature) transportent les composantes des informations de couleur (chroma)... 
Cette modulation est largement utilisée dans les modems, et dans d'autres formes de communications numériques sur des canaux de transport analogiques notamment la téléphonie mobile 3G HSPA+ et LTE/4G, 5G, WiFi, xDSL, DOCSIS. Dans les applications numériques, le signal modulant est généralement quantifié selon ses composantes en phase et à 90°. L'ensemble des combinaisons d'amplitudes, représentées sur un diagramme en (x, y), est un ensemble de points appelé diagramme de constellation QAM.  
Cette constellation, et en conséquence le nombre de bits pouvant être transmis en une fois, peut être augmentée pour un meilleur débit binaire, ou diminuée pour améliorer la fiabilité de la transmission en générant moins d'erreurs binaires. Le nombre de points de la constellation est indiqué avant le type de modulation QAM. C'est une puissance de deux — de 21 (2QAM) à 212 (4096QAM). La modulation 256QAM est fréquemment utilisée pour la télévision numérique par câble et dans le modem câble.
Le format de modulation QAM est étudié de plus en plus sérieusement dans le domaine des télécommunications par fibre optique afin de répondre à l'augmentation du débit. Aujourd'hui, les laboratoires utilisent des interféromètres à 3 ondes afin de générer du QAM16 et QAM64. Un élément de réglage de phase est nécessaire afin d'assurer une stabilité parfaite de la constellation. De la même manière, la possibilité de répartir la puissance dans les différents bras de l'interféromètre permet de contrôler la distance entre chacun des points de la constellation.

## QAM analogique

QAM analogique : mesure d'une mire PAL à l'aide d'un analyseur de signal.

La transmission de deux signaux analogiques à l'aide d'une modulation de type QAM, le signal transmis est de la forme :
{\displaystyle \ s(t)=I(t)\cos(2\pi f_{0}t)+Q(t)\sin(2\pi f_{0}t)},
{\displaystyle I(t)} et {\displaystyle Q(t)} sont les signaux modulants et {\displaystyle f_{0}} est la fréquence de porteuse.
Au niveau du récepteur, les deux signaux modulant peuvent être démodulés en utilisant un démodulateur cohérent. Un tel démodulateur multiplie séparément le signal reçu par un sinus d'une part et par un cosinus d'autre part. Les deux multiplications vont produire respectivement les estimations des voies  {\displaystyle I(t)} et {\displaystyle Q(t)}. Grâce à la propriété d'orthogonalité des deux porteuses utilisées, il est possible d'extraire les deux signaux modulant de manière indépendante.
Dans un cas idéal, la voie {\displaystyle I(t)} est démodulée en multipliant le signal reçu par un signal en cosinus :
{\displaystyle {\begin{aligned}r_{i}(t)=&s(t)\cos(2\pi f_{0}t)\\=&I(t)\cos(2\pi f_{0}t)\cos(2\pi f_{0}t)+Q(t)\sin(2\pi f_{0}t)\cos(2\pi f_{0}t)\end{aligned}}}
En utilisant les identités trigonométriques, il vient que :
{\displaystyle {\begin{aligned}r_{i}(t)=&{\frac {1}{2}}I(t)\left[1+\cos(4\pi f_{0}t)\right]+{\frac {1}{2}}Q(t)\sin(4\pi f_{0}t)\\=&{\frac {1}{2}}I(t)+{\frac {1}{2}}[I(t)\cos(4\pi f_{0}t)+Q(t)\sin(4\pi f_{0}t)]\end{aligned}}}
On applique un filtre passe-bas sur le signal {\displaystyle r_{i}(t)}, ce qui supprime les composantes de haute fréquence ({\displaystyle 4\pi f_{0}t}), et laisse seulement le terme {\displaystyle I(t)}. On remarque que ce signal n'est pas affecté par la voie {\displaystyle Q(t)}, ce qui montre bien que la voie {\displaystyle I(t)} peut être reçue indépendamment de la voie {\displaystyle Q(t)}.
De manière analogue, la réception de la voie {\displaystyle Q(t)} se fait en multipliant le signal reçu {\displaystyle s(t)} par un "sinus".
La phase du signal reçu doit être connue de manière précise. Si le signal est légèrement déphasé, cela va produire de la diaphonie. 

### Analyse fréquentielle
Dans le domaine fréquentiel, la QAM a une forme similaire à la modulation DSB-SC. En utilisant les propriétés de la transformée de Fourier, on trouve que :
{\displaystyle S(f)={\frac {1}{2}}\left[M_{I}(f-f_{0})+M_{I}(f+f_{0})\right]+{\frac {1}{2j}}\left[M_{Q}(f-f_{0})-M_{Q}(f+f_{0})\right]}
où S(f), MI(f) and MQ(f) sont respectivement les transformés de Fourrier de s(t), I(t) et Q(t).

### Utilisation pratique pour la TNT
Pour la TNT le 64QAM a été principalement retenu en France (6 bits par symbole) alors qu'en Suisse c'est le 16QAM qui a été préféré pour diffuser 4 bits par symbole. Dans ce dernier cas la réception pourra se faire dans des conditions de réception réputées plus difficiles, lorsque le champ est plus faible, par exemple à l'intérieur des habitations, ou lorsqu'on utilise une antenne avec un gain faible, voire par échos (signal réfléchi par une montagne), jusqu'à 34 km et même le double.
Les téléviseurs permettent d'afficher quelle modulation m-QAM (16QAM, 64QAM, etc.) est utilisée, via des menus d'informations sur le signal.